# Aggregata ovata
Aggregata ovata is een soort in de taxonomische indeling van de Myzozoa, een stam van microscopische parasitaire dieren. Het organisme komt uit het geslacht Aggregata en behoort tot de familie Aggregatidae. Aggregata ovata werd in 1908 ontdekt door Moroff.